# Línea Silla-Gandía
La línea Silla-Gandía es una línea férrea de 50,8 kilómetros de longitud que pertenece a la red ferroviaria española. Se trata de una línea de ancho ibérico (1668 mm), electrificada y con una sección en vía doble y otra en vía única. Inaugurada en su totalidad en 1976, en la actualidad el ente público Adif es el titular de todas las instalaciones. Siguiendo la catalogación de Adif, es la «línea 344».

## Historia
La primera sección de la línea, correspondiende al tramo Silla-Cullera, entraría en servicio el 1 de marzo de 1935. La ejecución de las obras correspondió a la Compañía de los Caminos de Hierro del Norte de España, que estableció este ramal que enlazaba con la línea férrea entre Valencia y Almansa. Para su construcción, «Norte» aprovechó el trazado de un antiguo ferrocarril de vía estrecha que unía Silla y Cullera, infraestructura que esta misma compañía había adquirido tiempo atrás.
En 1941, con la nacionalización de los ferrocarriles de ancho ibérico, la línea quedó integrada en la red de la recién creada RENFE. Sería esta compañía la que, varias décadas después, prolongaría el ferrocarril hasta Gandía: el tramo Cullera-Tabernes de Valldigna sería completado en 1971 y el tramo Tabernes de Valldigna-Gandía lo sería en 1972. Para la construcción de esta prolongación también se aprovechó el antiguo ferrocarril de vía estrecha Carcagente-Denia, clausurado en 1969. El único tramo de nueva construcción fue el Cullera-Tabernes de Valldigna. La línea sería inaugurada oficialmente el 1 de julio de 1976.
En enero de 2005, con la división de RENFE en Renfe Operadora y Adif, la línea pasó a depender de esta última. En la actualidad parte de su trazado forma parte de la línea C-1 de la red de Cercanías Valencia, que enlaza la capital valenciana con Gandía.

## Trazado y características
Se trata de una línea férrea convencional, en ancho ibérico. El trazado transcurre por un terreno llano, sin accidentes orográficos. El primer tramo de la línea, correspondiente a la sección Silla-Cullera, cuenta con vía doble y está electrificado. En el resto de la línea, hasta Gandía, el tramo es en vía única electrificada.